# Machaerium lindenianum
Machaerium lindenianum är en ärtväxtart som beskrevs av George Bentham. Machaerium lindenianum ingår i släktet Machaerium och familjen ärtväxter. Inga underarter finns listade i Catalogue of Life.